# Henry Chinaski
Henry (Hank) Chinaski is het alter ego van Charles Bukowski, en aldus veel gebruikt in diens gedichten, kortverhalen en romans. Chinaski profileert zich vooral als de underdog. Hij kan vrij misantropisch uit de hoek komen, maar onder deze harde bolster schuilt een gevoelig persoon met een klein hart. Het personage doet ruw en hard aan maar is tegelijk vatbaar voor sentimentaliteit.
In het fictieve personage 'Henry Chinaski' heeft Bukowski autobiografische elementen verwerkt. Net als de schrijver zelf, groeit Chinaski op in armoede, heeft vooral relaties met jongere vrouwen, worstelt met een alcohol- en een gokverslaving en onderwerpt zich aan het soort van banen die op de absolute onderste sport van de maatschappelijke ladder staan.

## Boeken
- Confessions of a Man Insane Enough to Live With the Beasts (1965)
- Post Office (1971)
- South of No North (1973)
- Factotum (1975)
- Women (1978)
- Ham on Rye (1982)
- Hot Water Music (1983)
- Hollywood (1989)
- Septuagenarian Stew: Stories and Poems (1990)

## Verfilmingen
- In Tales of Ordinary Madnes (1981, regisseur: Marco Ferreri) speelt Ben Gazzara Charles Serking, een karakter dat gebaseerd is op Henry Chinaski.
- In de televisieserie Californication speelt David Duchovny Hank Moody, een karakter dat sterk gebaseerd is op Henry Chinaski.
- Mickey Rourke speelt Chinaski in de film Barfly (1987, regisseur: Barbet Schroeder), die door Bukowski zelf geschreven is.
- Matt Dillon speelt de rol van Henry Chinaski in de film Factotum (2006, regisseur: Bent Hamer), naar het gelijknamige boek.
- Jan Mulder speelt de rol van Hank Chinaski in de film De blauwe bus (2009, regisseur: Sanne Kortooms).